# Strade statali
Les strade statali (singulier : strada statale ; en français : routes nationales), abrégées SS, constituent le réseau national italien de la voirie de l'État. La longueur totale du réseau est d'environ 18 000 km.
La dénomination en français route nationale est officielle en Vallée d'Aoste, où le sigle RN est également utilisé.
Le réseau autoroutier d'État italien est maintenu par l'ANAS (Azienda Nazionale Autonoma delle Strade). De 1928 jusqu'en 1946, le réseau d'État était entretenu par l'AASS (Azienda Autonoma Statale della Strada).
Les strade statali sont identifiées avec un numéro et un nom précédés sur le panneau routier du sigle SS, ou également RN en Vallée d'Aoste. La nomenclature des routes nationales gérées par l'ANAS suit généralement le schéma SS n, où n est le numéro qui va de 1 (Aurelia) à  700 (della Reggia di Caserta) selon la date chronologique d'institution de la voie routière.

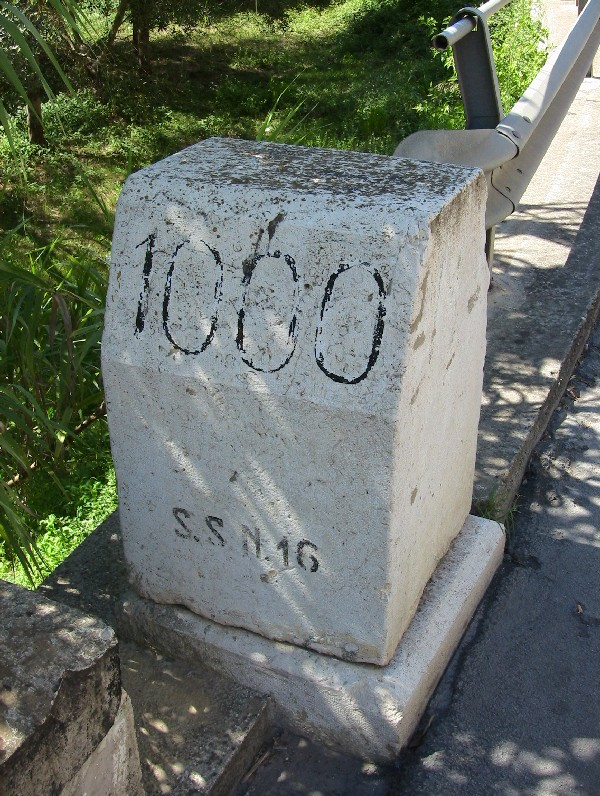
Borne milliaire de la SS 16 adriatica (km 1000), à Otrante
Panneau routier utilisé pour indiquer la strada statale
Panneau routier utilisé de 1959 à 1992